# 教练-10
L15猎鹰（練-15），中國人民解放軍空軍把型號命名為教練-10（JL-10），是中航二集团下南昌洪都航空设计的第5代高級噴射教練機，并可发展成轻型战斗机和攻击机，該機於2006年3月13日進行首飛。本教練機由俄國雅克列夫設計局公司以顧問角色協助開發。

## 歷史

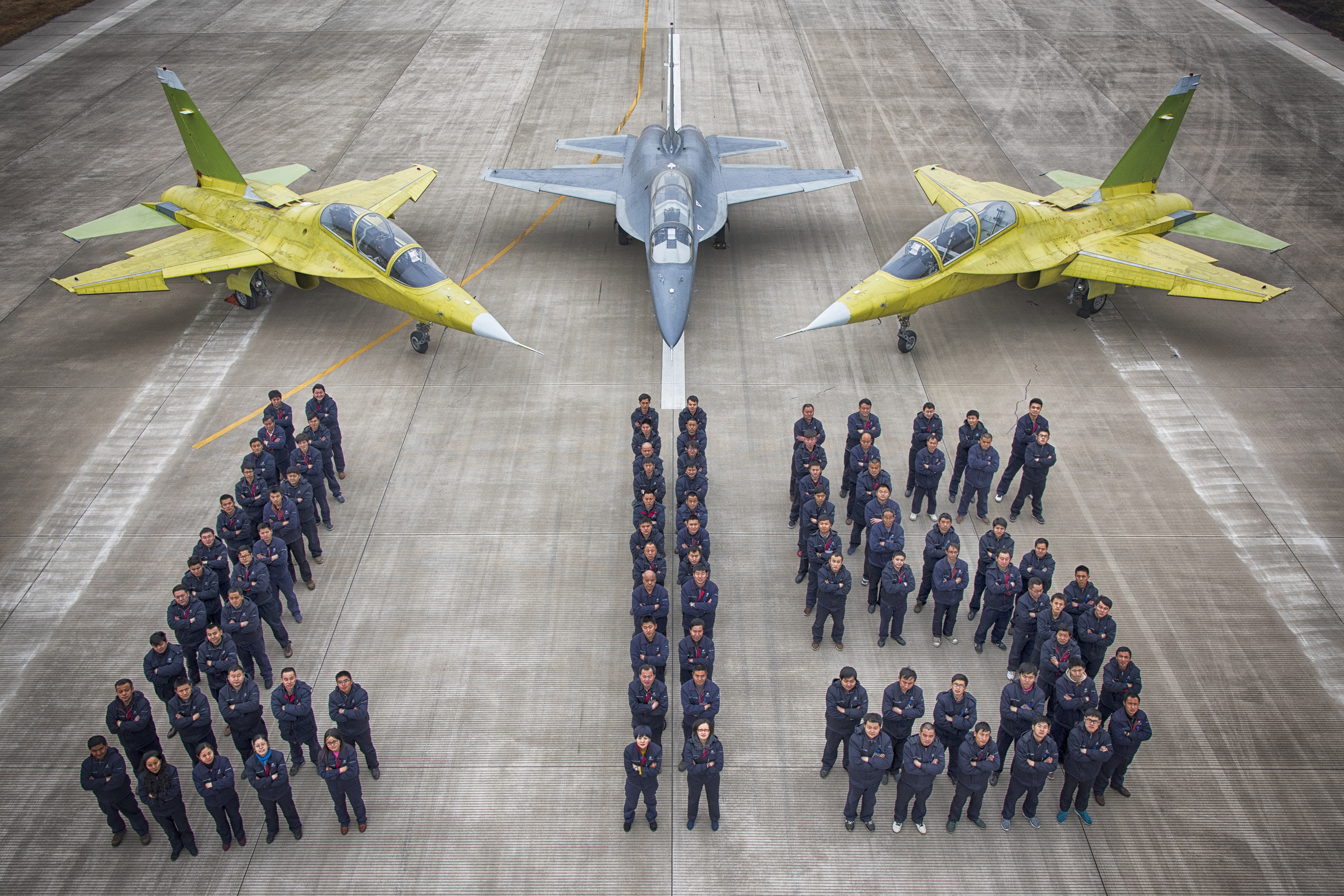
洪飛公司與原型機合影

2004年以來，“獵鷹”已完成6架樣機研制。小批量生產飛機以2009年實現首飛的05架AJT狀態（高級教練機）為基礎，對機體結構、起落架裝置、燃油系統、航電系統等進行適應性修改，並計劃於今年12月30日完成飛機改進優化和數字化設計，提升飛機設計能力。實現批量生產之後，L15將與K-8、CJ-6等銜接，形成高、中、初3級教練機產品完整的產業鏈。
2009年11月参加第11届迪拜航展，并进行多次飞行表演，完成了垂直机动、水平机动、横滚、倒飞、大迎角小速度通场、垂直跃升、小航线着陆等多个飞行科目。
2010年8月15日下午，全新狀態的獵鷹高教機06架（加力型）實現總裝下線，交付試飛站。

## 設計

### 操控
L15獵鷹是中華人民共和國超過了教練-8，是第1款按照西方標準研製的高級教練機，該機按照“一機多型”的系列化發展思路，分為高級噴射教練機（Advanced Jet Trainer，AJT）和戰鬥入門訓練機（Lead-in Fighter Trainer，LIFT）遞進的兩種狀態。獵鷹06架是為滿足LIFT狀態設計技術鑒定要求而研制的。該型機配裝了AI-222K-25F有後燃器發動機，機頭加大加長，座艙改為前艙“一平三下”、後艙“三下”，並對其它系統和結構進行適應性改進。
原型06架航電系統的軟件部分是洪都自行設計的產品，目前正在試驗室調試。獵鷹06架計劃在2010年9月實現首飛。LIFT狀態采用加力發動機並增加與戰術訓練相關的系統和設備，飛機主要承擔戰術飛行和作戰使用等訓練科目，有效減少飛行學員在同型教練機上的改裝訓練時間，同時飛機還可進入作戰部隊承擔伴隨訓練任務，用於飛行員的技能恢復與保持訓練。L15的總設計師張弘接受採訪時表示，L-15的飛控系統，是中華人民共和國第1種完全獨立自主設計出來的三軸四余度电傳飛控（Fly-By-Wire，FBW）系統。該公司在兩年的時間內完成了全部設計制造工作。

### 動力
第一架（機尾號L-15-01）引擎是兩具斯洛伐克製DV-2X無加力燃烧室发动机，後來採烏克蘭生產的AI-222K-25F渦輪風扇發動機（带加力燃烧室）；此外，中國航空發動機集團也發展了渦扇-17“岷山”发动机供L-15使用，但烏克蘭方面質疑其性能是否能替代AI-222-25。例如2021年初就傳出中華人民共和國仍需要進口400台發動機，但有分析指出中方是為了拯救馬達西奇，才會不惜出巨資外購，這筆錢可以讓這家烏克蘭製造商運作數年。

### 銷售
本型在中國大陸國內市場与山鹰教练机競爭，但不同的是山鹰搭載低規但完全國產的渦噴-13F引擎，而教練-10發動機需要仰賴烏克蘭供應。2017年的五一慶祝期間L-15B獵鷹攻擊教練機的訊息大量曝光，分為A與B兩型，B型除了教練能力外還有一些實戰能力可以做為二線空軍或是一些小規模軍隊的國家使用，L-15B已經具備超視距空戰和精準對地打擊能力，某種程度上該機的部分性能甚至達到了中、巴合製的JF-17「梟龍」戰鬥機的水準。B型一大外觀特徵是垂尾上的矩形全向告警裝置、機頭風擋前方增加多片刀式敵我識別IFF天線。

## 系列機型
- L15 – 基本的高級噴射教練機(AJT)

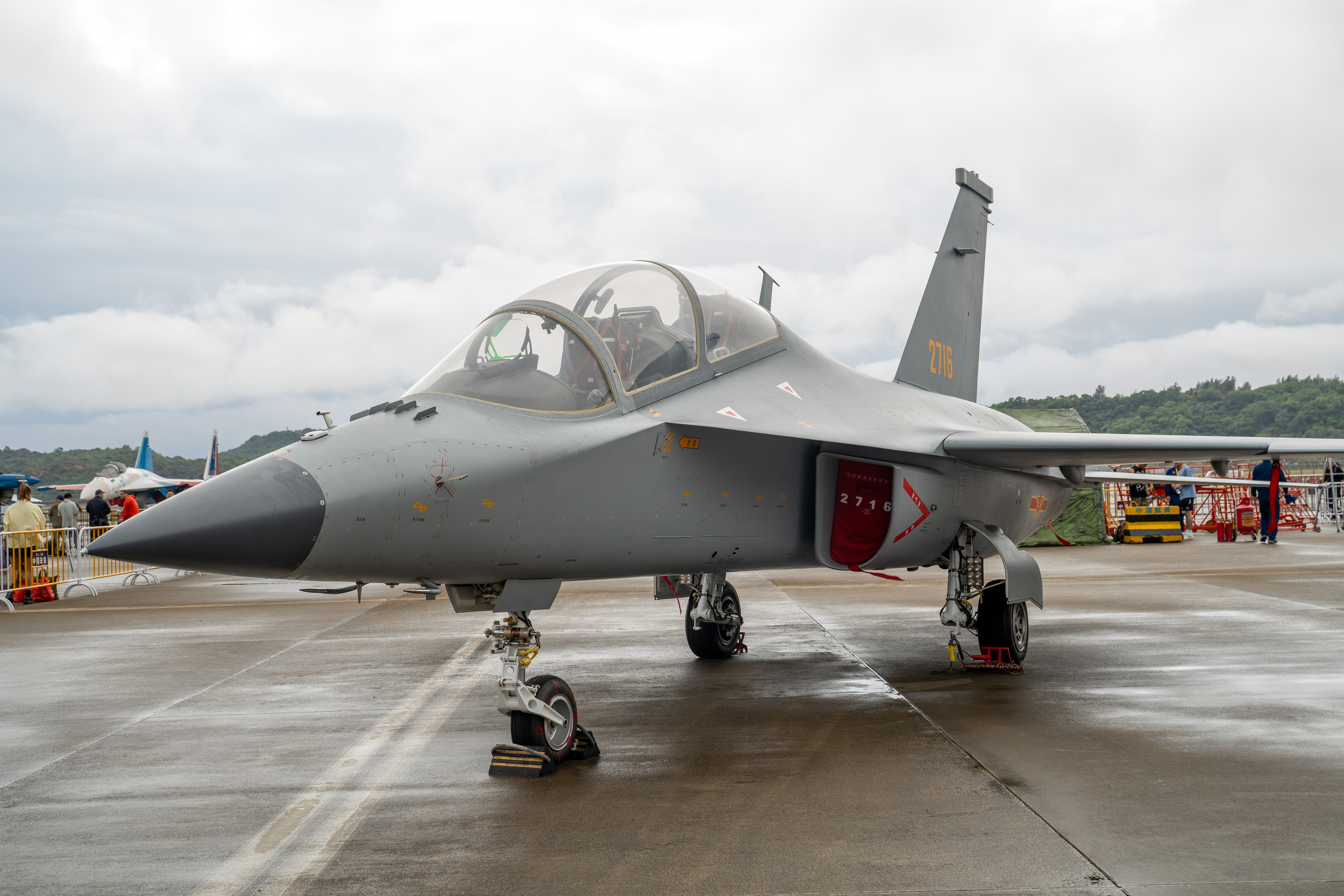
JL-10

- 教練-10(JL-10) – 中国人民解放军空军的高級噴射教練機型號
- 教練-10H(JL-10H) – 中国人民解放军海军航空兵的高級噴射教練機型號
- 教練-10T(JL-10T) – 中国人民解放军海军航空兵的艦載高級噴射教練機型號
- L15B –輕型超音速多用途戰機
- L-15Z – 尚比亞空軍的高級戰鬥教練機(AFT)
- L-15AW – 輕型攻擊教練機

## 服役國家

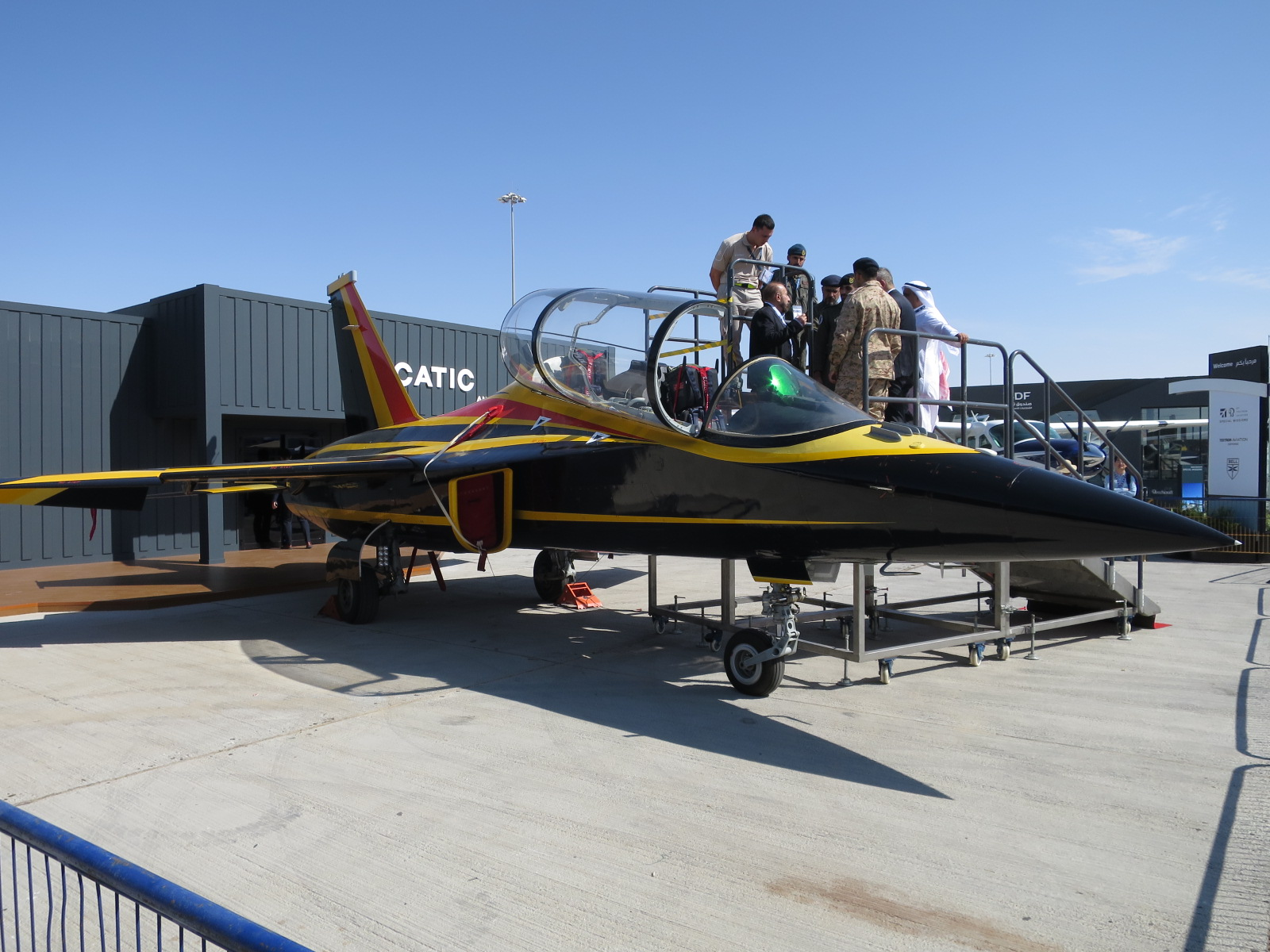
騎士飛行表演隊L-15

- 中国
  - 中國人民解放軍空軍：135架
  - 中國人民解放軍海軍航空大學：12架

- 阿联酋
  - 阿拉伯聯合大公國空軍（英语：United Arab Emirates Air Force）：12架正式订购，追购36架[7]

- 尚比亞
  - 尚比亞空軍：6架

### 過去投標紀錄
- 马来西亚
  - 馬來西亞皇家空軍：2021年，馬來西亞國防部發布輕戰機/部教機計劃，計劃採購18架輕型戰鬥教練機，未來可能再增購18架。FA-50戰鬥攻擊機、噴射自由鳥、L-15、M-346、光輝戰鬥機參與競標，最終馬來西亞選擇FA-50 Block20。

## 意外事件
2022年4月23日，解放軍一架L15獵鷹（教練-10）教練戰鬥機傳在安徽霍山縣墜毀，網傳機上2名飛行員跳傘成功無恙，其中一名為外籍教員。

## L15諸元

### 基本規格
- 飛行員：2名
- 長度：12.27 m（40.256 ft）
- 翼展：9.48 m（31.1 ft）
- 高度：4.81 m（15.78 ft）
- 重量：6,500 kg；滿載油箱（武器）9,500 kg
- 發動機：2具馬達西奇公司（Motor Sich）AI-222渦輪扇發動機

### 性能
- 極速：1.4 Mach（L15B）
- 行動半徑：550 km
- 升限：16,500 m
- 爬升率：150 m/s
- G力極限：+8G/-3G
- 使用寿命：30年
- 设计使用寿命：10000飞行小时

### 武裝
- 9掛點共11掛架，小型空地導彈、常規炸彈、近距格鬥導彈、中距主動空空導彈、激光制導炸彈、機腹機炮吊艙
- HB6096-SZ-01（ARINC429）資料鏈

## 世界各國與「L15獵鷹」同屬第五代高級噴射教練機的機型
- T-BE5A勇鷹── 中華民國
- T-50金鷹── 大韓民國
- 噴射自由鳥── 土耳其
- Yak-130── 俄羅斯
- M 346大師── 義大利
- T-7A紅鷹── 美国／ 瑞典